# گرسنگی نکش
گرسنگی نکش یک بازی بقا است که توسط استودیوی کلی اینترتیمنت توسعه داده شده است. این بازی ابتدا در تاریخ ۲۳ آوریل ۲۰۱۳ برای مایکروسافت ویندوز، مک‌اواس و لینوکس منتشر شد. یک نسخه پلی‌استیشن ۴ با نام جدید گرسنگی نکش: نسخه غول در سال بعد عرضه شد (نسخه‌های پلی‌استیشن ویتا و پلی‌استیشن ۳ به ترتیب در سپتامبر ۲۰۱۴ و ژوئن ۲۰۱۵ و نسخه ایکس‌باکس وان در اوت ۲۰۱۵ منتشر شدند). نسخه آی‌اواس این بازی با نام گرسنگی نکش: نسخه جیبی در ۹ ژوئیه ۲۰۱۵ منتشر شد نسخه اندروید در ۲۰ اکتبر ۲۰۱۶ منتشر شد. محتوای قابل دانلود با عنوان حکمرانی غول‌ها در ۳۰ آوریل ۲۰۱۴ منتشر شد و یک برنامه توسعه مستقل چند نفره به نام با هم گرسنگی نکشید برای کاربران موجود در ۳ ژوئن ۲۰۱۵ رایگان شد. در استیم، این بازی را می‌توان با یک نسخه رایگان برای یک دوست خریداری کرد. یک نسخه نینتندو سوییچ در ۱۲ آوریل ۲۰۱۸ منتشر شد.
این بازی داستان دانشمندی به نام ویلسون را دنبال می‌کند که خود را در دنیای موازی تاریک و ترسناکی به نام کانستنت می‌یابد و باید تا حد ممکن زنده بماند. برای این منظور، بازیکن باید ویلسون را زنده، تغذیه‌شده و از نظر ذهنی پایدار نگه دارد، در حالی که او از انواع دشمنان سورئال و ماوراء طبیعی که قصد کشتن و بلعیدن او را دارند، اجتناب می‌کند. حالت ماجراجویی بازی به داستان پراکنده عمق می‌بخشد و ویلسون را در مقابل آنتاگونیست احتمالی بازی، مکسوِل، قرار می‌دهد.
گرسنگی نکش اولین تلاش استودیوی کِلِی در ژانر بقا بود. این بازی در دوران اوج روندی در صنعت بازی‌سازی که بازیکنان را با دستورالعمل‌های کم و هدف بقا در دنیایی رها می‌کرد، طراحی شد و تحت تأثیر ماینکرفت که پیشگام این روند بود و همچنین فیلم‌ساز تیم برتون قرار گرفت. این بازی نقدهای مثبتی از منتقدان دریافت کرد و به دلیل سبک هنری منحصر به فرد، موسیقی، و روش‌های متنوع برای مردن بازیکن تحسین شد، هرچند سطح دشواری بالا و پیاده‌سازی مرگ دائمی آن کمتر مورد استقبال قرار گرفت.

## گیم پلی
گرسنگی نکش یک بازی اکشن-ماجراجویی با دنیایی باز و تصادفی تولید شده است که عناصر بقا و گیم‌پلی روگ‌لایک را ترکیب می‌کند.مبارزه در بازی با اشاره و کلیک کردن با ماوس یا با استفاده از حمله اجباری (ctrl+f) انجام می‌شود، در حالی که سایر فعالیت‌ها با استفاده از صفحه کلید یا کنترلر پشتیبانی‌شده توسط بازی، کنترل می‌شوند که به آن حس و حال کنسول‌های بازی را می‌دهد. هدف اصلی بازی این است که تا جایی که ممکن است زنده بمانید. تعداد روزهای بقا و فصل روی صفحه نمایش داده می‌شود. بازی رکوردهای کمی از پیشرفت بازیکن به جز تعداد کل امتیازات تجربه و شخصیت‌های قابل بازی باز شده را نگه می‌دارد. ویلسون، شخصیت پیش‌فرض قابل بازی است که با خرید بازی باز می‌شود، اما شخصیت بعدی، ویلو، با ۱۶۰ امتیاز تجربه قابل باز شدن است. وودی، آخرین شخصیت قابل باز شدن با تجربه، نیاز به ۱۶۰۰ امتیاز تجربه دارد. هر شخصیت دارای ویژگی خاصی است که مخصوص به خود او است و همچنین یک نقطه ضعف دارد. بازیکن در هر روز بازی ۲۰ امتیاز تجربه کسب می‌کند و این امتیازات پس از مرگ به او تعلق می‌گیرد. مرگ در بازی دائمی است، مگر اینکه از چندین آیتم نادر یا گران‌قیمت مانند «پیکرک گوشتی»، «سنگ لمسی» و «طلسم حیات‌بخش» استفاده شود.
بازی بر چرخه روز و شب متکی است که باعث تغییرات معنی‌دار در سبک گیم‌پلی می‌شود. در طول روز، بازیکن بیشتر وقت خود را صرف کاوش در جهان می‌کند: جمع‌آوری غذا، هیزم و سایر منابع، کشف دستورالعمل‌ها برای ترکیب آیتم‌های موجود و اجتناب از دشمنان. با فرا رسیدن شب، هیولاهای خطرناک و یک تهدید نامرئی به نام چارلی ظاهر می‌شوند که وقتی صفحه تاریک است به بازیکن حمله می‌کند. بازیکن باید منبع نوری یا دید در شب داشته باشد تا از حمله چارلی جلوگیری کند. ساختن از روی دستورالعمل‌ها به بازیکن اجازه می‌دهد تا سرپناه، سلاح و ابزارهایی مانند تبر بسازد. تقریباً تمامی ابزارها پس از تمام شدن دوام‌شان، با استفاده از آنها، می‌شکنند، به‌جز تبر وودی. بازیکنان می‌توانند گیاهان را جمع‌آوری و کشت کنند و همچنین حیوانات را برای تغذیه شکار کنند، و برخی شخصیت‌ها دارای مزایا یا محدودیت‌های غذایی خاص هستند. با این حال، غذا ممکن است فاسد شود و بازیکن نمی‌تواند آن را برای مدت طولانی نگه دارد. خوردن غذای فاسد منجر به از دست دادن سلامتی، عقلانیت و کاهش میزان رفع گرسنگی در مقایسه با غذای تازه می‌شود. هر روز در بازی ۸ دقیقه زمان واقعی طول می‌کشد. طول روز و شب در فصول مختلف متفاوت است، به‌طوری که در زمستان روزها کوتاه‌تر و شب‌ها طولانی‌تر هستند.

ولفگانگ، یک شخصیت قابل باز شدن، در هنگام غروب، در کنار لانه‌های عنکبوت، از گروهی از ملکه‌های عنکبوت و بچه‌هایشان فرار می‌کند.

مرگ می‌تواند به شیوه‌های مختلف رخ دهد. بازیکن دارای سه نشانگر است که روی نمایشگر هدآپ بازی نمایش داده می‌شوند و به ترتیب میزان گرسنگی، سلامتی و سلامت عقل را نشان می‌دهند. گرسنگی به‌طور پیش‌فرض کاهش می‌یابد و با خوردن غذا پر می‌شود. سلامت عقل در هنگام غروب و شب یا در نتیجه انجام اعمال ناخوشایند خاص، مانند دزدی از قبرها یا قرار گرفتن در نزدیکی هیولاها، کاهش می‌یابد و می‌تواند از طریق فعالیت‌های تحریک‌کننده ذهنی، مانند خوابیدن، چیدن گل‌ها و پوشیدن لباس‌های شیک، بهبود یابد. هنگامی که نشانگر گرسنگی به صفر می‌رسد، شروع به کاهش سلامتی می‌کند که در نهایت منجر به مرگ بازیکن می‌شود. موجودات زیادی می‌توانند به بازیکن حمله کنند، از جمله پرندگان غول‌پیکر یک‌چشم، هیولاهای درختی، شاخک‌هایی که صاحبان آنها نشان داده نمی‌شوند، و حتی قورباغه‌های کوچک و ضعیفی که با این وجود سعی می‌کنند به بازیکن حمله کنند. هنگامی که بازیکن توسط یک قورباغه مورد حمله قرار می‌گیرد، یک آیتم تصادفی از موجودی خود را می‌اندازد. علاوه بر این، زمانی که سلامت عقل یک شخصیت کمتر از ۱۵ درصد حد سلامت عقل او باشد، تخیلات شخصیت به صورت فیزیکی در می‌آیند و می‌توانند به بازیکن حمله کنند. برخی از موجودات، مانند موجودات خوک‌مانندی که اغلب در قبایل یافت می‌شوند، در ابتدا نسبت به بازیکن بی‌طرف هستند (به استثنای شخصیت وبر از بسته الحاقی حکمرانی غول‌ها)، اما اقدامات بازیکن مانند حمله به یکی از آنها، ممکن است باعث شود که آنها تبدیل به متحد یا دشمنان متخاصم شوند.
بخش بزرگی از بازی در حالت سندباکس انجام می‌شود، اما حالت دیگری به نام ماجراجویی نیز وجود دارد که بازیکن با یافتن نقطه‌ای به نام دروازه مکسول (Maxwell's Door) می‌تواند به آن دسترسی پیدا کند. حالت Adventure به عنوان کمپین بازی عمل می‌کند و شامل پنج سطح است که بازیکن را در مقابل مکسول، آنتاگونیست بازی گرسنگی نکش، قرار می‌دهد. پس از ورود به این حالت، بازیکن تمام آیتم‌ها و دستورالعمل‌های خود را از دست می‌دهد و تنها می‌تواند چهار آیتم را برای نگه‌داشتن پس از اتمام هر فصل انتخاب کند. در صورت مرگ یا اتمام پنج سطح، بازیکن به‌طور کامل به حالت Sandbox بازگردانده می‌شود.

## طرح

### شخصیت‌ها

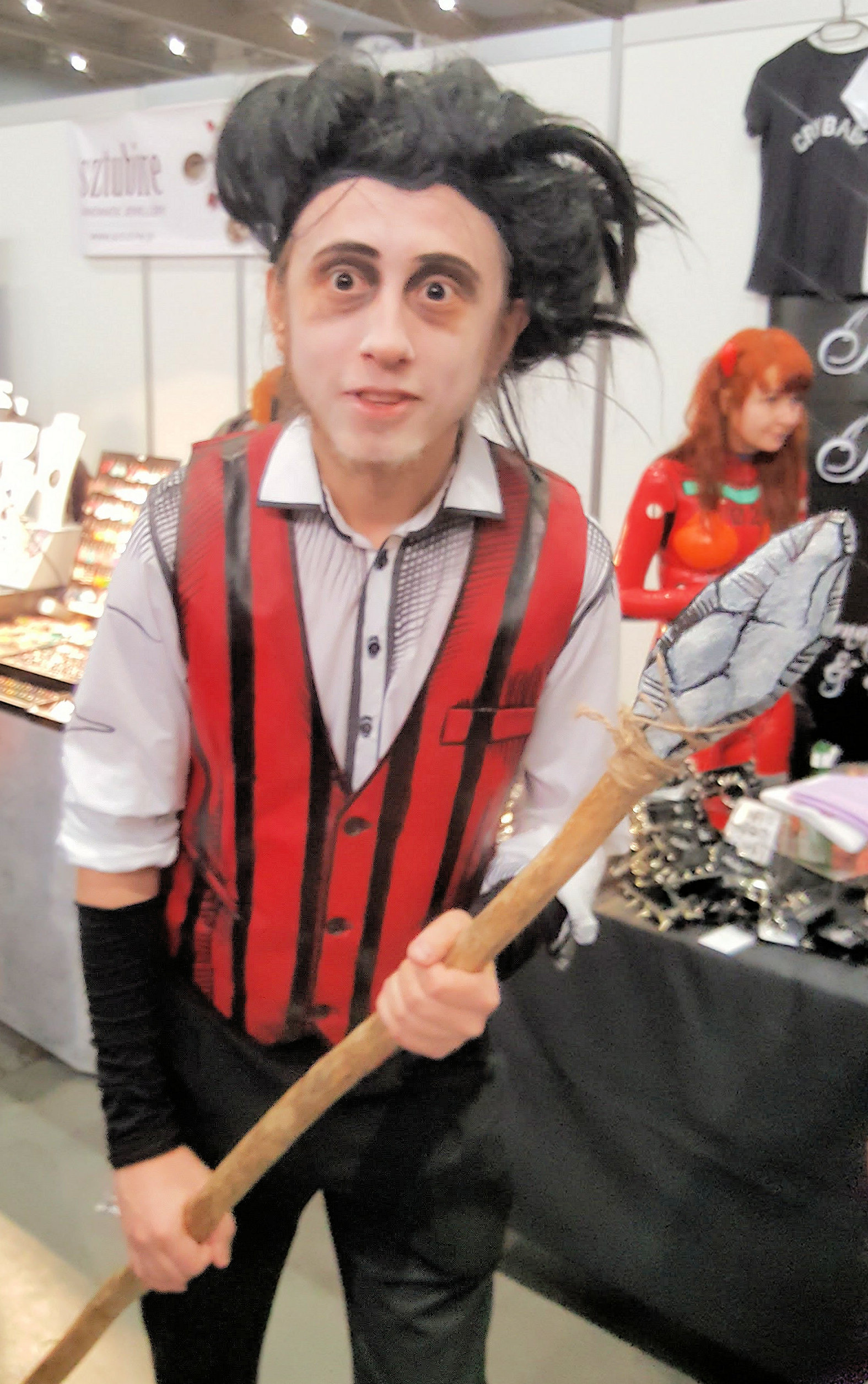
کازپلی ویلسون در پایرکان سال ۲۰۱۷

ویلسون، یک دانشمند مستقل، شخصیت اصلی بازی گرسنگی نکش است. ویلسون هیچ توانایی ویژه‌ای ندارد جز رشد یک ریش باشکوه که سرعت یخ‌زدگی در زمستان را کاهش می‌دهد و گرمازدگی در تابستان را تسریع می‌کند. با این حال، شخصیت‌های قابل بازی دیگر دارای توانایی‌های خاصی هستند: ویلو، یک آتش‌افروز، با یک فندک منحصربه‌فرد وارد بازی می‌شود که به عنوان منبع نور اولیه بهتر عمل می‌کند و در برابر آسیب آتش مصون است، اما وقتی سلامت عقل او پایین باشد، آتش‌هایی روی زمین ایجاد می‌کند. دختری به نام وندی، با روح خواهر دوقلوی مرده‌اش ابیگیل، ملاقات می‌کند که وقتی احضار شود می‌تواند به او در حمله به هیولاها کمک کند. ولفگانگ یک مرد قوی، دارای سلامتی بالا و قابلیت‌های تهاجمی قابل توجهی است که با پر شدن نوار گرسنگی‌اش افزایش می‌یابد، اما سریع‌تر گرسنه می‌شود و در نزدیکی خطر سلامت عقلش را از دست می‌دهد. WX-78 یک خودکاره است که نیاز به خوردن، خوابیدن و تحریک ذهنی دارد، اما از غذای فاسد بیمار نمی‌شود، می‌تواند با دنده‌ها حداکثر سلامت، گرسنگی و سلامت عقل خود را افزایش دهد (بعد از مرگ و زنده شدن مجدد به مقدار اولیه بازمی‌گردد؛ بدن او بخشی از دنده‌های استفاده شده را به جا می‌گذارد) و از باران آسیب می‌بیند (که باعث جرقه‌هایی می‌شود که به اندازه کافی روشن هستند تا چارلی را دور کنند). WX-78 همچنین به دلیل ساخته شدن از مواد رسانا، رعد و برق جذب می‌کند که آنها را با درخششی احاطه می‌کند که به تدریج کاهش می‌یابد و سلامت آنها را پر می‌کند، اما سلامت عقل‌شان را نیز کاهش می‌دهد. وِس، یک هنرمند میم است که گرسنگی‌اش سریع کاهش می‌یابد و آسیب کمی می‌زند. حداکثر سلامت و گرسنگی او کمتر از بیشتر شخصیت‌ها است و نمی‌تواند صحبت کند، بنابراین نمی‌تواند بازیکن را از وضعیت بیماری یا امواج دشمن آگاه کند. تنها توانایی او ساخت بالن است (که می‌تواند به عنوان انحراف عمل کند). شخصیت‌های دیگر شامل ویکرباتم، نویسنده و کتابدار جادوگر بی‌خواب که به دلیل هوش پیشرفته‌اش نیازی به ماشین علمی برای ساخت بسیاری از آیتم‌ها ندارد و آسیب‌های بیشتری برای غذای فاسد دریافت می‌کند؛ و وودی، یک چوب‌بر کانادایی که با تبر سخنگویی به نام لوسی همراه است و راز تاریکی دارد که در زیر ماه کامل به یک سگ آبی تبدیل می‌شود.
آنتاگونیست فرضی بازی، مَکسوِل است. مکسول به عنوان یک عروسک‌گردان خوش‌پوش و با قامتی ضعیف توصیف می‌شود. او آخرین شخصیت قابل بازشدن است که پس از اتمام داستان به دست می‌آید، نه با امتیاز تجربه. نسخه شخصیتی ماکسول با آیتم‌های قوی‌تری نسبت به سایر شخصیت‌ها شروع می‌شود و کتابی دارد که وقتی فعال می‌شود، شبیه‌سازی سایه‌ای از خود او ایجاد می‌کند که در نبرد، شکستن سنگ و خرد کردن چوب به او کمک می‌کند. حداکثر سه عروسک را می‌توان هم‌زمان احضار کرد و هر کدام از آن‌ها اگر زودتر نمیرند، پس از ۲٫۵ روز ناپدید می‌شوند. آنتاگونیست ثانویه در تمام بازی‌ها و آنتاگونیست اصلی در دنباله چندنفره گرسنگی نکش: با هم، دستیار قدیمی جادویی مَکسوِل، چارلی است که اگر بازیکن در تاریکی مطلق باشد، به او حمله می‌کند.

### داستان
بازی با اظهار نظر نیش‌دار مکسول در مورد ظاهر ضعیف بازیکن شروع می‌شود و داستانی کوتاه را شامل می‌شود. شروع بازی در تریلر آن بیشتر توضیح داده شده است: در یک شب تاریک و طوفانی، ویلسون در خانه‌اش در اعماق جنگلی کوهستانی در نیوانگلند، به نظر می‌رسد که در یک آزمایش شیمیایی به جایی نمی‌رسد تا اینکه رادیویش شروع به صحبت با او می‌کند. رادیو به او می‌گوید که متوجه مشکلاتش شده و دانش پنهانی برای او دارد. وقتی ویلسون مشتاقانه موافقت می‌کند، موجی از معادلات و نمودارها او را احاطه کرده و سرش را پر می‌کند. ویلسون با استفاده از موش‌های سفید، ماشین تحریر و خون خود، به همراه ابزارها و مواد دیگر، یک ماشین غول‌پیکر می‌سازد. رادیو کار او را تحسین می‌کند و به او می‌گوید که کلید دستگاه را بکشد. ویلسون مردد است اما به اصرار رادیو این کار را انجام می‌دهد. دستگاه به شدت شروع به لرزش می‌کند و یک جفت بازوی شبح‌گونه او را به دنیایی متفاوت می‌کشاند در حالی که تصویر شبح‌وار مکسول خنده‌های نیش‌دار می‌کند.
همان‌طور که ویلسون (و در واقع سایر شخصیت‌هایی که به دروازه مکسول کشیده شدند) زنده می‌ماند، متوجه می‌شود که کانستنت، علیرغم اینکه در نگاه اول به دنیای واقعی شباهت دارد، یک سطح عادی از واقعیت نیست؛ زیرا نه تنها موجوداتی متفاوت از همتایان دنیای واقعی خود در آن زندگی می‌کنند، بلکه به‌طور کلی هیولاهای وحشتناک و گاهی قدرتمندی نیز وجود دارند که از هر چیزی که در دنیای واقعی یافت می‌شود، غیرقابل تشخیص هستند. بدتر از همه، موجودات سایه‌ای هر زمان که ویلسون احساس ترس کند ظاهر می‌شوند. ویلسون در اعماق غارهای سرزمین اصلی، ویرانه‌های یک نژاد از موجودات بندپای پیشرفته را پیدا می‌کند که زمانی گونه غالب در کانستنت بودند، اما با استفاده بیش از حد از سوخت کابوس، که این موجودات سایه‌ای از آن تشکیل شده‌اند، خود را نابود کردند.
در طول حالت ماجراجویی، در ابتدای هر فصل، ماکسول ظاهر می‌شود و نظر می‌دهد. ابتدا به نظر می‌رسد که تحت تأثیر استقامت بازیکن قرار گرفته است؛سپس عصبانی می‌شود و از بازیکن می‌خواهد که به عقب برگردد. او به بازیکن پیشنهاد آتش‌بس می‌دهد، اما وقتی بازیکن این پیشنهاد را رد می‌کند، خشمگین می‌شود.
در پایان حالت ماجراجویی، بازیکن به جزیره‌ای به نام جزیره مکسول می‌رسد که سالنی متعلق به مکسول روی آن قرار دارد. بازیکن، ماکسول را در تخت سلطنتی می‌یابد که توسط ستون‌های سنگی کوتاه احاطه شده است. گفته می‌شود که این سرنوشتی بدتر از مرگ است و ماکسول سعی داشت بازیکن را بکشد تا از مواجه شدن او با همان سرنوشت جلوگیری کند. بازیکن در ابتدا نمی‌تواند او را آزاد کند اما یک سوراخ کلید و یک کلید در نزدیکی آن پیدا می‌کند. بازیکن ماکسول را آزاد می‌کند، اما او به اسکلت تبدیل شده و در حالی که می‌ایستد متلاشی می‌شود. سپس بازوهای شبح‌گونه‌ای از تریلر بازیکن را می‌گیرند و او را در تخت سلطنتی به دام می‌اندازند. یک پایان‌نامه بیانگر این است که بازیکن نقش شرورانه‌ای مشابه نقش مکسول را با استفاده از قدرت‌های تازه‌یافته‌ای که توسط تخت سلطنت داده شده است، بر عهده می‌گیرد، اما با این وجود برای همیشه در دام خواهد افتاد.

## توسعه

### مفهوم و طراحی
بازی گرسنگی نکش توسط استودیوی مستقل کِلِی اینتِرتِیمِنت توسعه داده و منتشر شده است. توسعه این بازی در سال ۲۰۱۰ و به عنوان بخشی از یک رویداد بازی‌سازی ۴۸ ساعته آغاز شد. تیم توسعه از این ایده خوششان آمد، اما آن را تا دو سال بعد، زمانی که فرصت بیشتری برای پرداختن به آن پیدا کردند، کنار گذاشتند. توسعه کامل بازی در سال ۲۰۱۲ آغاز شد، در حالی که کِلِی در حال اتمام مراحل توسعه بازی نشان نینجا بود. این بازی در دوران اوج گرایش صنعت بازی‌سازی به تولید بازی‌هایی شکل گرفت که بازیکنان را با کمترین دستورالعمل‌ها و هدفی برای بقا در یک جهان آزاد رها می‌کنند. بازی ماینکرفت، که در سال ۲۰۱۱ منتشر شد، پیشرو این حرکت بود. کوین فوربس، یکی از اعضای تیم توسعه، در مصاحبه‌ای اظهار داشت که ماینکرفت یکی از بزرگ‌ترین تأثیرات بر تیم، به ویژه در عناصر کاوش آن بوده است. با این حال، از آنجا که بازی به عنوان یک «آزمایش عجیب» مطرح شده بود، هدف اصلی تیم نوآوری در زمینه گیم‌پلی و زیبایی‌شناسی بود، به ویژه با افزودن لایه‌ای از تأکید بر شخصیت‌پردازی و مضامین. یکی دیگر از تأثیرات این بازی، عنوان Lost in Blue در سال ۲۰۰۵ برای کنسول نینتندو دی اس بود که دارای عناصر فراطبیعی مشابه و چرخه روز و شب است.
سبک هنری تاریک، فراطبیعی و در عین حال کارتونی بازی تحت تأثیر آثار فیلمساز تیم برتون، که اغلب با آن مقایسه شده است، و نویسندگان ادوارد گوری و اچ. پی. لاوکرفت قرار گرفته است. فوربس به جاه‌طلبی تیم برای ایجاد چیزی «تاریک و وحشتناک» اشاره کرد. پس از طراحی اولیه بازی، فوربس داستانی متأثر از استیم‌پانک و ژانر وحشت نوشت و جف آگالا، کارگردان خلاق اصلی، عناصر هنری شبیه به کمیک استریپ را به آن افزود. از آنجایی که بازی در ابتدا به عنوان یک تجربه تک‌نفره در نظر گرفته شده بود و افزودن ویژگی‌های شبکه مستلزم بازنگری کامل در پایگاه کد بازی بود، کِلِی در ابتدا با افزودن حالت بازی چندنفره مخالف بود. با این حال، در دسامبر ۲۰۱۴، پس از درخواست‌های متعدد، کِلِی نهایتاً نسخه چندنفره بازی را با عنوان با هم گرسنگی نکشید پس از یک نسخه بتای اولیه به صورت دسترسی زودهنگام در استیم منتشر کرد.
توسعه بازی با چند تغییر در فرمول آن همراه بود که برخی از آنها بازگردانده شدند. مهم‌ترین این تغییرات، تلاش کِلِی برای اضافه کردن مأموریت‌ها به گیم‌پلی آزاد موجود بود. اما هنگامی که متوجه شدند «داشتن اهداف بیرونی به شدت با آنچه که بازی را سرگرم‌کننده می‌کند در تضاد است»، این ایده را کنار گذاشتند. با این حال، جیمی چنگ، یکی از بنیان‌گذاران کِلِی، تأکید کرده است که کِلِی به آزادی تجربه و آزمایش رویکردهای مختلف، که وابستگی به یک ناشر بزرگ ممکن است مانع آن شود، اهمیت می‌دهد.
چنگ در مصاحبه‌ای بیان کرد که توسعه بازی گرسنگی نکش به کِلِی درک عمیقی از ماهیت گیم‌پلی نوظهوری که در دنیای باز و تصادفی آن وجود داشت، آموخت. کِلِی تلاش می‌کند با هر پروژه‌ای ژانر جدیدی را تجربه کند و ترجیح می‌دهد برای هیچ‌یک از بازی‌های خود دنباله‌ای ایجاد نکند. این درس‌ها بعداً برای متعادل‌سازی مکانیک‌های پروژه آینده کِلِی به نام Invisible, Inc. مورد استفاده قرار گرفتند.

### انتشار و به روز رسانی
کارمندان کِلِی به‌طور طولانی در مورد اینکه آیا بازی گرسنگی نکش را به عنوان یک بازی رایگان منتشر کنند، بحث و گفتگو کردند. فوربس اظهار داشت که او «این مدل تجاری را رد نمی‌کند»، اما تیم هنوز آماده اتخاذ چنین تصمیمی نبود. با این حال، در روزهای اولیه آزمایش بتا، بازی به صورت رایگان عرضه شد.
بازی گرسنگی نکش به صورت نسخه بتا در سال ۲۰۱۲ منتشر شد، حرکتی که کِلِی برای کشف «جنبه‌هایی از بازی که بازیکنان واقعاً به آن‌ها واکنش نشان می‌دهند و رفع مشکلات کاربردپذیری در مراحل ابتدایی» انجام داد. کوری رولینز از کِلِی بیان کرد که او معتقد است دوره‌های بتا برای بیشتر توسعه‌دهندگان صرفاً به عنوان یک نسخه اولیه از بازی عمل می‌کنند و مشکلات کمی را برطرف می‌کنند، اما کِلِی قصد داشت از این استراتژی بهره بیشتری ببرد. مزایای اضافی که تیم در طول آزمایش بتا کشف کرد، این بود که آن‌ها را مجبور به اتخاذ تصمیمات مهمی دربارهٔ انتشار نهایی بازی در آینده کرد و همچنین پایگاه بازیکنان را مستحکم نمود. علاوه بر این، کِلِی با الهام از یک موضوع در انجمن، قابلیت فاسد شدن غذا را به بازی اضافه کرد. چنگ معتقد است که گرسنگی نکش به لطف جامعه بازیکنان به مراتب بهتر شد. این بازی چند ماه در مرحله بتا بود و کِلِی تا چندین ماه پس از انتشار نیز به ارائه به‌روزرسانی‌ها ادامه داد.
در ژوئن ۲۰۱۳، اندکی پس از انتشار اصلی بازی، نسخه پلی‌استیشن ۴ معرفی شد؛ این نسخه تا ژانویه سال بعد منتشر نشد. در مصاحبه‌ای در ژانویه ۲۰۱۴، رولینز به بحث‌های داخلی در مورد ایجاد نسخه پلی‌استیشن ویتا از گرسنگی نکش اشاره کرد و دلیل آن را علاقه گسترده جامعه به بازی از راه دور روی پلی‌استیشن ۴ عنوان کرد. نسخه آی‌اواس در ژوئیه ۲۰۱۴ منتشر شد. این شرکت همچنین در حال بررسی سایر نسخه‌های تلفن همراهو همچنین یک دنباله بالقوه است، اما آنها را در اولویت قرار نمی‌دهد.

#### مگا پک گرسنگی نکش
در ۱۳ سپتامبر ۲۰۱۶، بسته‌ای با عنوان مگا پک گرسنگی نکش برای پلی‌استیشن ۴ منتشر شد که شامل نسخه‌های گرسنگی نکش: نسخه کنسول، گرسنگی نکش: کشتی غرق‌شده نسخه کنسول، گرسنگی نکش: فرمانروایی غول‌ها نسخه کنسول (دی‌ال‌سی)، با هم گرسنگی نکشید: نسخه کنسول و تم‌های پاییزی پلی استیشن ۴ بود. در ۲۰ آوریل ۲۰۱۸، این بسته برای فروشگاه مایکروسافت نیز منتشر شد. همچنین، بسته‌ای با عنوان گرسنگی نکش MEGA PACK PLUS که شامل نسخه‌های گرسنگی نکش، گرسنگی نکش: فرمانروایی غول‌ها، گرسنگی نکش با هم، گرسنگی نکش: غرق‌شده و گرسنگی نکش: هملت بود، در استیم عرضه شد.

#### گرسنگی نکش: فرمانروایی غول‌ها
گرسنگی نکش: فرمانروایی غول‌ها، اولین بسته گسترش محتوای قابل دانلود پولی بازی، در ۱۸ ژانویه ۲۰۱۴ معرفی شد. سه تیزر مرموز منتشر شد که هر کدام به نام فصلی از سال نامگذاری شدند. اولین تیزر با عنوان «پاییز» موجودی شبیه به گورکن را نشان می‌دهد، در حالی که تیزر «زمستان» یک شخصیت عنکبوتی قابل بازگشایی به نام وبر و تیزر «بهار» یک پای پشمالو همراه با یک تخم که جوجه ای از آن بیرون می‌آید را معرفی می‌کند. این بسته گسترش به عنوان دسترسی اولیه در ۲ آوریل منتشر شد و در ۱ می به‌طور رسمی عرضه شد. این بسته شامل آیتم‌ها، شخصیت‌ها و محیط‌های جدید است.

#### با هم گرسنگی نکشید
در ۷ می ۲۰۱۴، کِلِی اعلام کرد که یک نسخه چندنفره رایگان با نام با هم گرسنگی نکشید در اواخر همان سال عرضه خواهد شد. از آنجایی که آن‌ها در ابتدا تصمیم گرفته بودند حالت چندنفره ایجاد نکنند، کِلِی در انجمن‌های خود توضیح داد که در اصل «اطمینان نداشتند که این حالت هم در مفهوم و هم در اجرا واقعاً کار کند»، اما در پاسخ به تقاضای عمومی و با بهره‌گیری از کمک‌های جدید، نظر خود را تغییر دادند.
با هم گرسنگی نکشید اولین بار در برنامه دسترسی زودهنگام استیم در ۱۵ دسامبر ۲۰۱۴ عرضه شد. این بازی از حداکثر شش بازیکن در یک زمان پشتیبانی می‌کند که می‌توانند دوستان فعلی یا غریبه باشند و می‌توانند در بازی‌های عمومی یا خصوصی بازی کنند. این بسته گسترش شامل اکثر، اگر نه همه، ویژگی‌های بازی تک‌نفره است، اما با وصله‌های تعادلی که برای حالت چندنفره ساخته می‌شوند. این بازی در ۲۱ آوریل ۲۰۱۶ از دسترسی زودهنگام خارج شد. اگر بازی خریداری شود، دو نسخه ارائه می‌شود: یکی برای خریدار و دیگری به عنوان هدیه برای یک دوست ذخیره می‌شود.
در حال حاضر، بازی با هم گرسنگی نکشید کاملاً جدا از بازی اصلی گرسنگی نکش است. مانند بازی تک‌نفره و برخی از بسته‌های الحاقی آن، با هم گرسنگی نکشید دارای شخصیت‌های منحصر به فرد خود است (تا کنون شامل Winona, Wortox, Wurt, Walter و Wanda). با این حال، بسته‌های الحاقی گرسنگی نکش با نسخه چندنفره سازگار نیستند و بالعکس. اگرچه برخی از شخصیت‌ها و شخصیت‌های غیرقابل‌بازی موجود در بسته‌های الحاقی گرسنگی نکش (تا کنون شامل Webber, Wigfrid, Warly و Wormwood) در با هم گرسنگی نکشید نیز ظاهر می‌شوند. علاوه بر این، بسته‌های الحاقی برای این بازی عمدتاً شامل پوسته‌های شخصیت‌ها هستند که می‌توان آن‌ها را از طریق روش‌های دیگر نیز به دست آورد، مانند به دست آوردن تعداد کافی از قرقره‌ها (یک ارز درون بازی که برای خرید لباس‌های خاص استفاده می‌شود) و بافتن آن‌ها.
نسخه نینتندو سوییچ در ۱۲ آوریل ۲۰۲۲ منتشر شد.

#### گرسنگی نکش: نسخه غول
یک نسخه از گرسنگی نکش برای پلی‌استیشن ویتا با عنوان گرسنگی نکش: نسخه غول در ۲۵ اوت ۲۰۱۴ معرفی شد و در ۲ سپتامبر ۲۰۱۴ در آمریکای شمالی و ۳ سپتامبر ۲۰۱۴ در اروپا منتشر شد. همچنین اعلام شد که این نسخه در ۴ مارس ۲۰۱۵ از طریق فروشگاه الکترونیکی نینتندو برای وی یو منتشر خواهد شد. ویژگی‌های خاص وی یو شامل استفاده از حالت خارج از تلویزیون و نقشه همراه از طریق گیم‌پد وی یو برای پیمایش در سراسر جهان است. بسته الحاقی «فرمانروایی غول‌ها» نیز هنگام راه‌اندازی در دسترس خواهد بود. نسخه غول در آمریکای شمالی در ۲۸ می ۲۰۱۵ و در اروپا در ۴ ژوئن ۲۰۱۵ منتشر شد. یک نسخه برای پلی‌استیشن ۳ توسط Abstraction Games توسعه یافت و در آمریکای شمالی در ۲۳ ژوئن ۲۰۱۵ و همچنین در اروپا در ۲۴ ژوئن ۲۰۱۵ منتشر شد. نسخه ایکس‌باکس وان نیز در ۲۶ اوت ۲۰۱۵ منتشر شد.

#### گرسنگی نکش: کشتی غرق شده
گرسنگی نکش: کشتی غرق شده، که به‌طور مشترک توسط استودیوی Super Time Force و Capybara Games توسعه یافته است، در اولین روز دسامبر ۲۰۱۵ با دسترسی زودهنگام بر روی رایانه‌های شخصی منتشر شد. این بسته الحاقی شامل ۴ شخصیت جدید، بیوم‌های جدید، موجودات جدید و جلوه‌های فصلی جدید است. شخصیت‌های جدید شامل «والانی» موج‌سوار؛ «وارلی» سرآشپز حرفه‌ای؛ «ویلبر» شاه میمون؛ و «وودلگ» کاپیتان دزدان دریایی هستند.

#### گرسنگی نکش: نسخه جیبی
گرسنگی نکش: نسخه جیبی در ۹ ژوئیه ۲۰۱۵ برای آی‌اواس منتشر شد و شامل بسته الحاقی فرمانروایی غول‌ها است. نسخه اندروید این بازی نیز به‌طور رسمی در ۲۰ اکتبر ۲۰۱۶ منتشر شد.

#### گرسنگی نکش: هملت
گرسنگی نکش: هَملِت در ۱۳ سپتامبر ۲۰۱۷ معرفی شد و نسخه دسترسی زودهنگام در ۸ نوامبر ۲۰۱۸ منتشر شد. در ۱۵ می ۲۰۱۹، دی‌ال‌سی از دسترسی اولیه خارج شد.

#### همکاری با هم گرسنگی نکشید و تراریا
این بازی در دسامبر ۲۰۲۱ با بازی ویدیویی تراریا همکاری داشت.

#### همکاری با هم گرسنگی نکشید و Cult of the Lamb
در اوت ۲۰۲۳، این بازی با Cult of the Lamb از استودیوی Massive Monster همکاری داشت.

## بازخورد
| گردآورنده  | امتیاز                                                                            |
| ---------- | --------------------------------------------------------------------------------- |
| گیم‌رنکینگز | XONE: 81%                                                                         |
| متاکریتیک  | PC 79/100 PS4: 78/100 WIIU: 75/100 iOS: 87/100 NS: 78/100 (Mega Pack) PS4: 82/100 |

| ناشر              | امتیاز               |
| ----------------- | -------------------- |
| دستراکتید         | 8.5/10               |
| گیم اینفورمر      | 7.5/10               |
| گیم‌اسپات          | 7/10                 |
| گیمز ریدار+       | [ ۷۳ ]               |
| آی‌جی‌ان            | PC: 7/10 PS4: 7.5/10 |
| جویستیک           | [ ۷۶ ]               |
| اوپی‌ام (بریتانیا) | 9/10                 |
| تورنتو سان        | [ ۷۸ ]               |
| تاچ‌آرکید          | iOS:                 |

بازی گرسنگی نکش بر اساس جمع‌آوری نقدهای بازی‌های ویدیویی در متاکریتیک، نقدهای «به‌طور کلی مطلوب» دریافت کرد. این بازی تا پایان سال ۲۰۱۳ یک میلیون نسخه فروش داشت. گرسنگی نکش فینالیست جایزه بزرگ و زیرمجموعه «برتری در طراحی» در مراسم اهدای جوایز جشنواره بازی‌های مستقل در سال ۲۰۱۴ بود. همچنین، این بازی برای «برتری در هنر تجسمی» و «برتری در صدا» جوایز افتخاری دریافت کرد.
سبک هنری بازی گرسنگی نکش مورد تحسین منتقدان قرار گرفت. ناتان مونیِر از گیم‌اسپات، با اشاره به اینکه «سبک و فضای هنری متمایز حال و هوای جالبی ایجاد می‌کند»، فضا و طراحی بصری بازی را تحسین کرد. مارتی اسلیوا از آی‌جی‌ان بیان کرد که «قدردانی بسیار زیادی از سبک گرافیکی کاغذهای بریده شده و ارائه عجیب و غریب آن دارد» و به ویژگی‌های تهدیدآمیز اعطا شده به اشیاء دنیوی توسط «نگاه الهام گرفته از گوتیک» اشاره کرد. جف مارکیافاوا از گیم اینفورمر نوشت که «سبک هنری کارتونی، کاوش در دنیای عظیم و تصادفی را لذت‌بخش می‌کند.» استیو تیلی از روزنامه تورنتو سان، هنر بازی را «عجیب و شگفت‌انگیز» و ارائه کلی آن را «جذاب» توصیف کرد. در نقد نسخه پلی‌استیشن ۴، جردن دوور از دستراکتید گفت که بازی روی این کنسول به خوبی اجرا می‌شود و بازی کردن با آن لذت‌بخش است، هرچند که هنگام بزرگ‌نمایی صفحه روی موجودی، برخی از اثرات پیکسل‌سازی مشاهده می‌شود. او همچنین اشاره کرد که کنترل‌های گیم‌پد، با وجود کارایی کمتر نسبت به صفحه‌کلید، همچنان لذت‌بخش هستند.
موسیقی بازی گرسنگی نکش عموماً با استقبال خوبی مواجه شد. مارتی اسلیوا از آی‌جی‌ان موسیقی بازی را با موسیقی کارناوال مقایسه کرد و آن را «بلافاصله جذاب» نامید، اگرچه به کمبود تنوع آن اشاره کرد. جیانکارلو سالدانا از گیمز ریدار موسیقی را «وهم‌آور و در عین حال آرام‌بخش» توصیف کرد و نقش آن را در تکمیل دنیای همزمان تنها و خطرناک بازی تحسین کرد.
منتقدان به‌طور کلی سطح بالای دشواری بازی گرسنگی نکش را تأیید کردند، اما نظرات متفاوتی دربارهٔ آن داشتند. این احساس توسط اظهار نظر مارتی اسلیوا از آی‌جی‌ان که گفت «بازی هرگز دست شما را نخواهد گرفت و من هم آن را دوست دارم و هم از آن متنفرم» بیان شد. برای مثال، او معتقد بود که برخی از مرگ‌هایش به دلیل سیستم دوربین بازی که اشیاء مورد نیاز را پنهان می‌کرد، ناعادلانه بود. ناتان مونییر از گیم‌اسپات اظهار داشت که «بقا به راحتی به دست نمی‌آید، اما چالشی غیرقابل انکار و هیجان‌انگیز است»، هرچند که او نیز دشواری بالا را در لیست معایب بازی قرار داد. لئون هرلی از مجله رسمی پلی‌استیشن ادعا کرد که «یادگیری نیمی از لذت است و حتی کوچک‌ترین پیروزی باعث می‌شود احساس کنید با یک پیروزی بزرگ روبرو شده‌اید.» همچنین، منتقدان معتقد بودند که سطح رضایت بازیکنان به شدت به «تعهد آنها به بقا» بستگی دارد.